# کریستوفر تینرت
کریستوفر تینرت (انگلیسی: Christoph Teinert؛ زادهٔ ۳۰ ژانویهٔ ۱۹۸۰) بازیکن فوتبال اهل آلمان است.
از باشگاه‌هایی که در آن بازی کرده‌است می‌توان به باشگاه فوتبال آگسبورگ، باشگاه فوتبال وی‌اف‌آر آلن، باشگاه فوتبال ماینتس ۰۵، باشگاه فوتبال مانهایم، و باشگاه فوتبال هوفنهایم اشاره کرد.